# Linda Laursen
Linda Laursen (* 22. Januar 1953 in Kopenhagen) ist eine dänische Schauspielerin.

## Leben
Linda Laursen wuchs in Kopenhagen auf. Sie absolvierte ihre Schauspielausbildung von 1975 bis 1979 an der Staatlichen Theaterhochschule in Kopenhagen. Seit 1979 hat sie als Schauspielerin vor der Kamera bislang in mehr als 30 Film-und-Fernsehproduktionen mitgewirkt. Eine ihrer ersten Rollen spielte sie in dem Film Die Olsenbande ergibt sich nie.
Sie wirkte als Bühnendarstellerin bei mehreren Theaterstücken mit, so beispielsweise am Silkeborg-Sommertheater oder auch am Königlichen Theater Kopenhagen.
Laursen ist seit 1988 mit dem Schauspieler und Moderator Michael Carøe verheiratet. Aus einer früheren Beziehung hat sie eine Tochter, die Schauspielerin Vickie Bak Laursen.

## Filmografie (Auswahl)
- 1979: Charly & Steffen
- 1979: Die Olsenbande ergibt sich nie
- 1980: Die Leute von Korsbaek (Fernsehserie, 1 Folge)
- 1982: Een store Familie (Sitcom)
- 1998: Das Fest
- 2005: Die wundersamen Reisen des Hans Christian Andersen
- 2007: Kommissarin Lund – Das Verbrechen (Fernsehserie, 1 Folge)
- 2009: Protectors – Auf Leben und Tod (Fernsehserie, 1 Folge)
- 2012: Hijacking
- 2013: Rita (Fernsehserie, 3 Folgen)
- 2016: Follow the Money (Fernsehserie, 2 Folgen)